# Prieuré Saint-Xantin
Le prieuré Saint-Xantin, ou ancien presbytère de Malemort, est situé à Malemort (ex Malemort-sur-Corrèze) en Corrèze, en Limousin.

## Histoire
L'histoire de ce lieu commence au IXe siècle, lorsque les reliques de Saint-Xantin, ancien évêque de Meaux sont amenés sur place.
Le prieuré Saint-Xantin se compose de deux bâtiments juxtaposés. Le premier date du XIIIe siècle, et le second, contigu à l'église Saint-Sanctin, date du XIVe siècle. Néanmoins ce dernier possède des caves médiévales plus anciennes.
En 1610, le prieuré Saint-Xantin est remanié sous l'impulsion des pères doctrinaires de Brives.
Depuis le 1er février 1996, le prieuré Saint-Xantin est classé Monument Historique. Aujourd'hui, le bâtiment appartient à la mairie de Malemort, et des travaux de sauvegarde ont été entrepris en 2001.

## Galerie

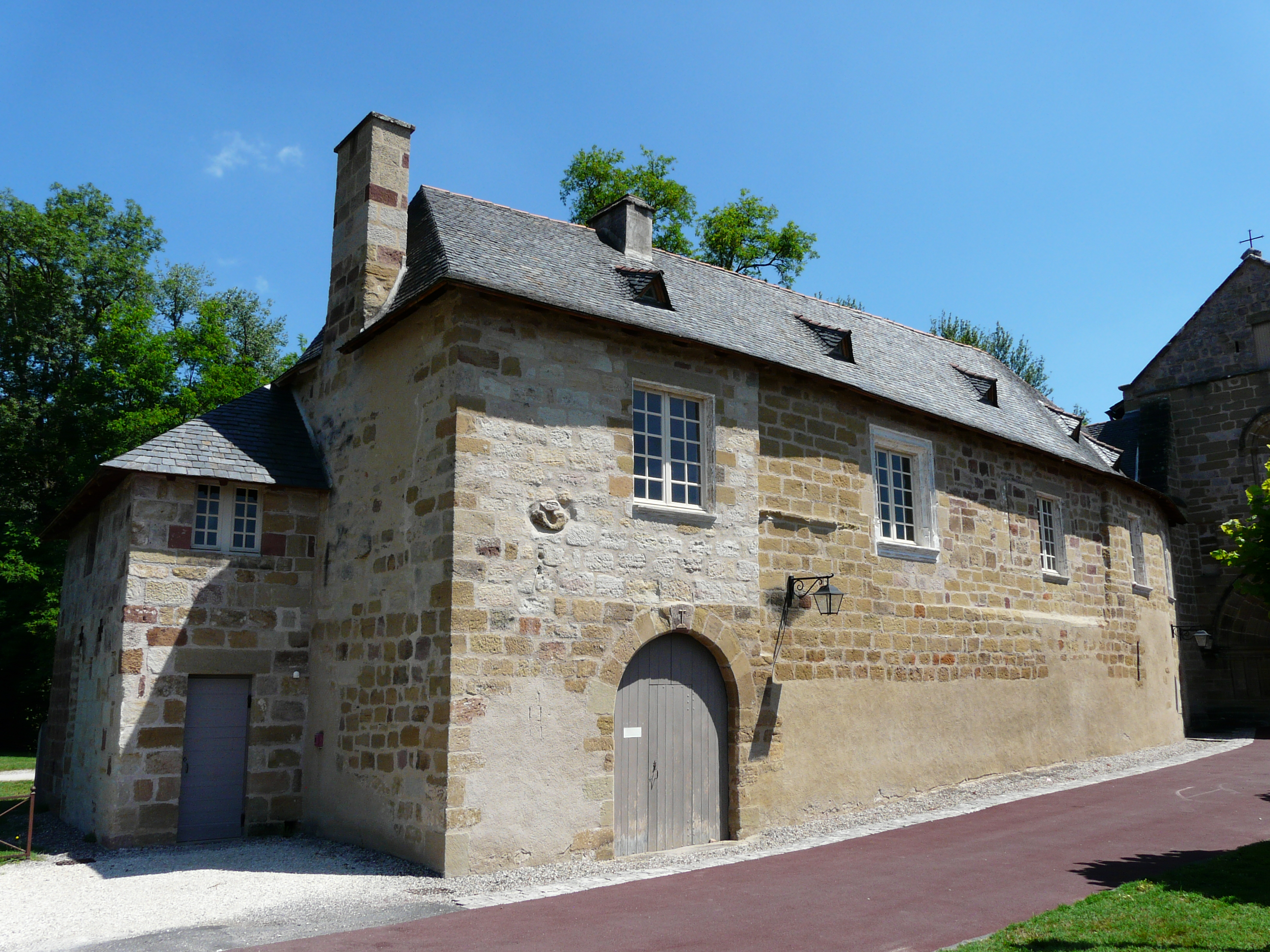
La façade du prieuré